# 香港社會服務聯會
香港社會服務聯會（英語：The Hong Kong Council of Social Service，縮寫：HKCSS），簡稱社聯，社聯為法定團體，於1947年成立。

## 歷史

社聯舊標誌

香港社會服務聯會前身「緊急賑濟聯合組成社」於1938年6月成立，協助因日本侵華而大量逃港的難民，相信是由何明華會督所成立，負責建設難民營、供應衣物和食物、提供教育和其他的福利服務。其後重組成為「難民救濟及社會福利聯會」（Refugee and Social Welfare Council），由18個代表機構組成，更廣泛參與本地的社會福利工作。戰後的1945年何明華會督邀請李慧妍協助重新組織聯會的運作，初時稱為「香港社會福利聯會」（Hong Kong Social Welfare Council），主要仍為難民提供協助。1947年香港社會服務聯會正式成立，並於1951年成為法定團體。1952年加入「國際社會福利聯會」（International Council on Social Welfare，簡稱ICSW）。
香港社會服務聯會至2024年6月有超過520個機構會員，超過4,400個服務單位，為香港市民提供超過九成的社會福利服務。

## 外部連結
- 香港社會服務聯會官方網頁 （页面存档备份，存于）
- 香港社會服務聯會的Facebook專頁
- 香港社會服務聯會的Instagram帳戶
- 香港社會服務聯會的LinkedIn页面
- YouTube上的香港社會服務聯會頻道